# Vimmerby (comune)
Vimmerby è un comune svedese di 15 467 abitanti, situato nella contea di Kalmar. Il suo capoluogo è la cittadina omonima.

## Località
Nel territorio comunale sono comprese le seguenti aree urbane (tätort):
| # | Località   | Popolazione |
| - | ---------- | ----------- |
| 1 | Vimmerby   | 7.827       |
| 2 | Södra Vi   | 1,197       |
| 3 | Storebro   | 977         |
| 4 | Gullringen | 560         |
| 5 | Frödinge   | 364         |
| 6 | Tuna       | 249         |

## Amministrazione

### Gemellaggi
- Fargo (Dakota del Nord)
- Moorhead (Minnesota)
- Skærbæk
- Kauhava
- Þorlákshöfn
- Rygge
- Joniškis